# Gnophos tenebraria
Gnophos tenebraria là một loài bướm đêm trong họ Geometridae.